# Kalven (Linneryds socken, Småland)
Kalven är en sjö i Tingsryds kommun i Småland och ingår i Ronnebyåns huvudavrinningsområde. Sjön har en area på 0,578 kvadratkilometer och ligger 134 meter över havet.

## Delavrinningsområde
Kalven ingår i det delavrinningsområde (627847-146282) som SMHI kallar för Utloppet av Viren. Medelhöjden är 150 meter över havet och ytan är 54,21 kvadratkilometer. Räknas de 26 avrinningsområdena uppströms in blir den ackumulerade arean 631,74 kvadratkilometer. Avrinningsområdets utflöde Ronnebyån mynnar i havet. Avrinningsområdet består mestadels av skog (69 procent). Avrinningsområdet har 6,6 kvadratkilometer vattenytor vilket ger det en sjöprocent på 12,2 procent.